# Ломадзе, Юрий
Юрий Ломадзе (груз. იური ლომაძე; 5 декабря 1996) — грузинский борец греко-римского стиля, призёр чемпионатов Европы.

## Биография
В 2018 году стал бронзовым призёром чемпионата Европы в Каспийске, однако в 2019 году был лишен этой награды из-за того, что провалил допинг-тест.
В феврале 2020 года на чемпионате континента в итальянской столице, в весовой категории до 72 кг Юрий в схватке за чемпионский титул уступил спортсмену из Германии Франку Штеблеру и завоевал серебряную медаль европейского первенства.